# Dolichomastigales
Dolichomastigales, manji red zelenih alga u razredu Mamiellophyceae. Pripadaju mu svega sedamšest vrsta morskih alga unutar dvije porodice. Ime reda došlo je po rodu Dolichomastix.

## Porodice
1. Crustomastigaceae Marin & Melkonian  2 vrste
2. Dolichomastigaceae Marin & Melkonian   4 vrste